# Liste des pièces commémoratives de 2 euros de 2011
Carte
- une pièce commémorative de 2 € émise
- pas de pièce commémorative de 2 € émise
- ne fait pas partie de la zone euro

Chronologie
2010 2012
Pour un article plus général, voir Pièce commémorative de 2 euros.
Une pièce commémorative de 2 euros est une pièce de 2 euros frappée par un État membre de la zone euro ou par un des micro-États autorisés à frapper des pièces de monnaie libellées en euro, destinée à commémorer un événement historique ou célébrer un événement actuel important. 
Cet article répertorie les 16 pièces commémoratives émises en 2011.
En cette année 2011, Malte et les Pays-Bas émettent leur première pièce commémorative de 2 € en dehors des émissions communes. Malte émet ainsi sa première pièce de la série sur l'histoire constitutionnelle de son pays.

## Pièces émises
| Allemagne                | Présidence de la Rhénanie-du-Nord-Westphalie au Bundesrat |                       |
|                          | Cette pièce est la sixième de la première série de 16 pièces de 2 € commémoratives sur les Länder allemands. La représentation de la cathédrale de Cologne dans son intégralité, chef-d'œuvre d'architecture gothique, en mettant l'accent sur la beauté du portail sud. La légende NORDRHEIN-WESTFALEN (Rhénanie-du-Nord-Westphalie) est située sous le bâtiment. L'anneau externe de la pièce comporte les douze étoiles du drapeau européen. Entre les étoiles, dans le bas, le millésime, 2011, et au-dessus, la référence au pays émetteur, D (pour Deutschland). |                       |
| Graveur : Heinz Hoyer    | \| Gravure sur la tranche : \| Date : \| Tirage : \| \| \| 28 janvier 2011 \| 30 millions de pièces[3] \| |                       |
| Gravure sur la tranche : | Date : | Tirage :              |
|                          | 28 janvier 2011 | 30 millions de pièces |

| Belgique                 | 100e anniversaire de la Journée internationale des droits de la femme |                      |
|                          | Au-dessus du symbole de la femme, les effigies d'Isala Van Diest, la première femme médecin belge, et de Marie Popelin, la première femme juriste belge. Sous les effigies, entourant le millésime 2011, sont mentionnés leurs noms I. VAN DIEST et M. POPELIN surmontés de l'emblème de leur profession : respectivement le caducée et la balance. Au-dessus des effigies se trouve l'indication du pays émetteur BE. L'anneau externe de la pièce comporte les douze étoiles du drapeau européen. |                      |
| Graveur : Luc Luycx      | \| Gravure sur la tranche : \| Date : \| Tirage : \| \| \| Mai 2011 \| 5 millions de pièces \| |                      |
| Gravure sur la tranche : | Date : | Tirage :             |
|                          | Mai 2011 | 5 millions de pièces |

| Espagne                         | Alhambra de Grenade, inscrit au patrimoine mondial de l'UNESCO depuis 1984 |                      |
|                                 | Cette pièce est la deuxième d'une série de pièces commémoratives sur les sites espagnols inscrits au patrimoine mondial de l'UNESCO. La représentation du Patio de los Leones de l'Alhambra, à Grenade. Dans le bas, le nom du pays émetteur ESPAÑA et le millésime 2011. L'anneau externe de la pièce comporte les douze étoiles du drapeau européen. |                      |
| Graveur : Alfonso Morales Múñoz | \| Gravure sur la tranche : \| Date : \| Tirage : \| \| \| Mars 2011 \| 8 millions de pièces \| |                      |
| Gravure sur la tranche :        | Date : | Tirage :             |
|                                 | Mars 2011 | 8 millions de pièces |

| Finlande                    | 200e anniversaire de la Banque de Finlande (Suomen Pankki) |                       |
|                             | La représentation d'un cygne sauvage dont l'aile gauche sépare les années 1811 (en bas à droite) et 2011 (au centre gauche). En bas, au bout de l'aile, apparaît l'indication du pays émetteur FI. L'anneau extérieur de la pièce comporte les douze étoiles du drapeau européen. |                       |
| Graveur : Hannu Veijalainen | \| Gravure sur la tranche : \| Date : \| Tirage : \| \| \| 17 octobre 2011 \| 1,5 million de pièces \| |                       |
| Gravure sur la tranche :    | Date : | Tirage :              |
|                             | 17 octobre 2011 | 1,5 million de pièces |

| France                       | 30e anniversaire de la Fête de la musique |                       |
|                              | La représentation stylisée d'une foule joyeuse, brandissant des instruments de musique. Des notes flottent dans l'air sous les mots Fête de la MUSIQUE, en deux lignes, et la date 21 JUIN 2011. En haut, descendant vers la droite, les mots 30e ANNIVERSAIRE et en bas l'indication du pays émetteur RF (pour République française). L'anneau externe de la pièce comporte les douze étoiles du drapeau européen. |                       |
| Graveur : Fabienne Courtiade | \| Gravure sur la tranche : \| Date : \| Tirage : \| \| \| 21 juin 2011 \| 10 millions de pièces \| |                       |
| Gravure sur la tranche :     | Date : | Tirage :              |
|                              | 21 juin 2011 | 10 millions de pièces |

| Grèce                            | Jeux olympiques spéciaux mondiaux en 2011 |                     |
|                                  | Le logo des Jeux composé d'un soleil radieux, d'un athlète, d'un rameau d'olivier et d'une spirale au centre du soleil. Autour de l'image figurent l'inscription en anglais XIII SPECIAL OLYMPICS W.S.G. ATHENS 2011 (XIIIe Jeux olympiques spéciaux J.S.M. Athènes 2011) et le nom du pays d'émission ΕΛΛΗΝΙΚΗ ΔΗΜΟΚΡΑΤΙΑ, séparés par la marque d'atelier. L'anneau externe de la pièce comporte les douze étoiles du drapeau européen. |                     |
| Graveur : Geórgios Stamatópoulos | \| Gravure sur la tranche : \| Date : \| Tirage : \| \| \| 30 mai 2011 \| 1 million de pièces[9] \| |                     |
| Gravure sur la tranche :         | Date : | Tirage :            |
|                                  | 30 mai 2011 | 1 million de pièces |

| Italie                              | 150e anniversaire de l'unification italienne |                       |
|                                     | Le logo du 150e anniversaire de l'unification de l'Italie composé de trois drapeaux italiens qui flottent pour illustrer les trois derniers jubilés (1911, 1961 et 2011). En haut apparaît l'inscription 150o DELL'UNITA' D'ITALIA (150e anniversaire de l'unification de l'Italie). À droite, les initiales du pays émetteur RI (pour Repubblica Italiana). En bas, les années 1861 › 2011 › › . L'anneau externe de la pièce comporte les douze étoiles du drapeau européen. |                       |
| Graveur : Ettore Lorenzo Frapiccini | \| Gravure sur la tranche : \| Date : \| Tirage : \| \| \| 22 avril 2011 \| 10 millions de pièces \| |                       |
| Gravure sur la tranche :            | Date : | Tirage :              |
|                                     | 22 avril 2011 | 10 millions de pièces |

| Luxembourg               | 50e anniversaire de la désignation de Jean comme Lieutenant-Représentant par sa mère, la Grande-Duchesse Charlotte |                |
|                          | L'effigie du Grand-Duc Henri, le regard tourné vers la gauche, superposée aux effigies du Grand-Duc Jean et de la Grande-Duchesse Charlotte. Le nom du pays émetteur LËTZEBUERG figure au-dessus des trois effigies. Il est lui-même surmonté du millésime 2011. Sous l'effigie de chacun des souverains figure son nom : Charlotte, Jean et Henri. L'anneau externe de la pièce comporte les douze étoiles du drapeau européen. |                |
| Graveur : Alain Hoffmann | \| Gravure sur la tranche : \| Date : \| Tirage : \| \| \| 2 février 2011 \| 700 000 pièces[12] \| |                |
| Gravure sur la tranche : | Date : | Tirage :       |
|                          | 2 février 2011 | 700 000 pièces |

| Malte                    | Élection des premiers représentants de Malte |                |
|                          | Cette pièce est la première d'une série de 5 pièces commémorant l'histoire institutionnelle de Malte. La représentation d'une main glissant un bulletin de vote dans une urne. En bas, le millésime 2011; en haut, le nom du pays émetteur MALTA, suivi de la légende First elected representatives (Premiers représentants élus) et l'année 1849. L'anneau extérieur de la pièce comporte les douze étoiles du drapeau européen. |                |
| Graveur : Gianni Bonnici | \| Gravure sur la tranche : \| Date : \| Tirage : \| \| \| 28 novembre 2011 \| 430 000 pièces \| |                |
| Gravure sur la tranche : | Date : | Tirage :       |
|                          | 28 novembre 2011 | 430 000 pièces |

| Monaco                   | Mariage du Prince Albert II et de Charlene Wittstock |                |
|                          | Les effigies du Prince Albert II et de la Princesse Charlène. En bas figurent le nom du pays émetteur MONACO et le millésime 2011. L'anneau externe de la pièce comporte les douze étoiles du drapeau européen. |                |
| Graveur :                | \| Gravure sur la tranche : \| Date : \| Tirage : \| \| \| 2 juillet 2011 \| 148 000 pièces \| |                |
| Gravure sur la tranche : | Date : | Tirage :       |
|                          | 2 juillet 2011 | 148 000 pièces |

| Pays-Bas                 | 500e anniversaire de l'impression de L'Éloge de la folie par Érasme, humaniste et théologien néerlandais |                      |
|                          | Le portrait d'Érasme écrivant son livre et l'effigie de la Reine Beatrix. Entre ces deux images, on trouve l'inscription Beatrix Koningin der Nederlanden (Beatrix Reine des Pays-Bas) placée verticalement en deux lignes et le millésime 2011. L'anneau externe de la pièce comporte les douze étoiles du drapeau européen. |                      |
| Graveur : Dylan Shields  | \| Gravure sur la tranche : \| Date : \| Tirage : \| \| \| 24 janvier 2011 \| 4 millions de pièces \| |                      |
| Gravure sur la tranche : | Date : | Tirage :             |
|                          | 24 janvier 2011 | 4 millions de pièces |

| Portugal                                   | 500e anniversaire de la naissance de l'explorateur et écrivain portugais Fernão Mendes Pinto |                |
|                                            | La représentation d'un voilier naviguant sur une mer formée de mots faisant référence au Portugal, à Lisbonne, au livre de Fernão Mendes Pinto et à certaines destinations de ses voyages. Le nom du pays émetteur PORTUGAL est inscrit en dessous; celui de l'explorateur, FERNÃO MENDES PINTO, entouré des années 1511 et 2011, apparaît en haut. L'anneau externe de la pièce comporte les douze étoiles du drapeau européen. |                |
| Graveur : Isabelle Carriço Fernando Branco | \| Gravure sur la tranche : \| Date : \| Tirage : \| \| \| 15 septembre 2011 \| 520 000 pièces \| |                |
| Gravure sur la tranche :                   | Date : | Tirage :       |
|                                            | 15 septembre 2011 | 520 000 pièces |

| Saint-Marin              | 500e anniversaire de la naissance du peintre, architecte et écrivain italien Giorgio Vasari, le 30 juillet 1511 à Arezzo |                |
|                          | Un détail du tableau Judith décapite Holopherne peint vers 1554 par Giorgio Vasari, montrant un épisode du Livre de Judith où Judith décapite Holopherne pour sauver son peuple. À gauche, le nom du peintre G. VASARI. À droite, l'indication du pays émetteur SAN MARINO. En bas, les années 1511-2011. L'anneau externe de la pièce comporte les douze étoiles du drapeau européen. |                |
| Graveur : Claudia Momoni | \| Gravure sur la tranche : \| Date : \| Tirage : \| \| \| 4 juin 2011 \| 130 000 pièces \| |                |
| Gravure sur la tranche : | Date : | Tirage :       |
|                          | 4 juin 2011 | 130 000 pièces |

| Slovaquie                | 20e anniversaire du Groupe de Visegrád |                     |
|                          | La carte des quatre pays du Groupe de Visegrád : la Pologne, la République tchèque, la Slovaquie et la Hongrie. La carte est complétée par l'abréviation stylisée V IV. Le nom du pays émetteur, SLOVENSKO, se trouve dans la partie inférieure droite, et le millésime 2011 dans la partie inférieure gauche de la pièce. Le dessin est entouré d'une légende bilingue, VYŠEHRADSKÁ SKUPINA • VISEGRAD GROUP (Groupe de Visegrád), et de la date de la fondation du groupe de Visegrád, 15.2.1991. L'anneau externe de la pièce comporte les douze étoiles du drapeau européen. |                     |
| Graveur : Miroslav Rónai | \| Gravure sur la tranche : \| Date : \| Tirage : \| \| \| 10 janvier 2011 \| 1 million de pièces[19] \| |                     |
| Gravure sur la tranche : | Date : | Tirage :            |
|                          | 10 janvier 2011 | 1 million de pièces |

| Slovénie                 | 100e anniversaire de la naissance du commandant slovène Franc Rozman (surnommé Stane), le 27 mars 1911 à Medvode |                     |
|                          | L'effigie de Franc Rozman, surnommé Stane, sur laquelle est apposée, dans la partie inférieure, une étoile à cinq branches. Le nom du pays émetteur SLOVENIJA sépare la partie supérieure et la partie inférieure du côté droit de la pièce. Sous le nom du pays, le millésime 2011 est inscrit verticalement. Dans la partie supérieure sont inscrites verticalement l'un à côté des autres, les mots FRANC, ROZMAN, STANE et, horizontalement, ses années de naissance 1911 et de mort 1944. L'anneau externe de la pièce comporte les douze étoiles du drapeau européen. C'est la première fois que la Slovénie reprend l'iconographie du régime communiste yougoslave sur une pièce de monnaie. |                     |
| Graveur : Edi Berk       | \| Gravure sur la tranche : \| Date : \| Tirage : \| \| \| 21 mars 2011 \| 1 million de pièces \| |                     |
| Gravure sur la tranche : | Date : | Tirage :            |
|                          | 21 mars 2011 | 1 million de pièces |

| Vatican                  | 26e journées mondiales de la jeunesse, à Madrid (Espagne) |                |
|                          | La représentation de trois jeunes gens d'origines différentes et des drapeaux du Vatican et de l'Espagne, entourés de l'inscription XXVI G.M.G. (pour XXVI Giornata Mondiale della Gioventù, XXVIe Journées mondiales de la jeunesse) et du nom du pays émetteur, CITTÀ DEL VATICANO. Le millésime 2011 est situé au-dessus du visage le plus à gauche. L'anneau extérieur de la pièce comporte les douze étoiles du drapeau européen. |                |
| Graveur : Orietta Rossi  | \| Gravure sur la tranche : \| Date : \| Tirage : \| \| \| 18 octobre 2011 \| 115 000 pièces \| |                |
| Gravure sur la tranche : | Date : | Tirage :       |
|                          | 18 octobre 2011 | 115 000 pièces |

## Compléments

### Lectures approfondies
- Olivier Fournier (dir.), €5 : €monnaies et €billets 1999-2009, Paris, Les Chevaux-Légers, 2009 (ISBN 978-2-916996-13-4)
- Catalogue euro, Monnaie et billets 2014, Geesthacht, Leuchtturm, 2014 (ISBN 978-3-00-026627-0)